# Julien Victor de Martrin-Donos
Julien Victor de Martrin-Donos  ( 1800 - 29 de abril de 1870 ) fue un botánico francés.

## Algunas publicaciones
- 1855. Herborisations dans le midi de la France, en 1854. Impr. de Lapie-Fontanel. 28 pp.
- 1862. Plantes critiques du département du Tarn, ou Extrait de la Flore du Tarn inédite, par M. Victor de Martrin-Donos,... Fragment I. Impr. de A. Chauvin. 32 pp.

### Libros
- 1863. Histoire généalogique et chronologique de la famille de Martrin-Donos. Impr. de C. Douladoure. 108 pp.
- 1864. Florule du Tarn, ou Énumération des plantes qui croissent spontanément dans le département du Tarn, par M. Victor de Martrin-Donos. Ed. Armaing. Paris: J.-B. Baillière et Fils, xxiv + 872 pp.
- Martrin-Donos, JV; EJM Jeanbernat. 1867. Florule du Tarn. IIe partie végétaux cellulaires. Ed. Delboy. 278 pp.

- La abreviatura «Martrin-Donos» se emplea para indicar a Julien Victor de Martrin-Donos como autoridad en la descripción y clasificación científica de los vegetales.[1]

Produjo unas 74 nuevas identificaciones y clasificaciones de especies:
- Asteraceae Achillea monticola Martrin-Donos -- Pl. Crit. du Tarn, 31
- Caryophyllaceae Alsine intricata Martrin-Donos -- Pl. Crit. Tam, 15
- Caryophyllaceae Arenaria patula Martrin-Donos -- Fl. Tarn, 107
- Caryophyllaceae Arenaria sphaerocarpa Martrin-Donos -- Fl. Tarn, 107
- Brassicaceae Barbarea rivularis Martrin-Donos -- Fl. Tarn, 44.
- Brassicaceae Barbarea vicina Martrin-Donos -- Fl. Tarn, 45, in obs
- Ranunculaceae Caltha pallidiflora Martrin-Donos -- Bull. Soc. Bot. France 9: 130. 1862
- Asteraceae Carduus timbali Martrin-Donos -- Fl. Tarn, 377
- Asteraceae Centaurea praetermissa Martrin-Donos -- in Soc. Sc. Tarn et Gar. (1852); Pl. Crit. Tarn, 382
- Asteraceae Centaurea timbali Martrin-Donos -- Pl. Crit. Tarn, 382
- Onagraceae Circaea ericetorum Martrin-Donos -- Pl. Crit. Tarn. 29
- Cistaceae Cistus petiolatus Martrin-Donos -- Herbor. Midi Fr.-Cf. Bull. Soc. Bot. Fr. ii. (1855) 122
- Poaceae Cynosurus castagnei Jord. ex Martrin-Donos -- Fl. Tarn, 814
- Poaceae Cynosurus erroneus Jord. ex Martrin-Donos -- Fl. Tarn, 813
- Orchidaceae Dactylorhiza elata (Poir.) Soó subsp. ambigua (Martrin-Donos) Kreutz -- Kompend. Eur. Orchid. 35. 2004 [dic 2004]
- Dipsacaceae Dipsacus microcephalus Martrin-Donos -- Pl. Crit. Tarn 25
- Euphorbiaceae Euphorbia seguieriana Neck. var. arenivaga (Martrin-Donos) Oudejans -- Collect. Bot. (Barcelona) 21: 187. 1992
- Lamiaceae Galeopsis laramberguei Martrin-Donos -- Fl. Tarn. 565
- Papaveraceae Glaucium aurantiacum Martrin-Donos -- Flora 39: 171. 1856
- Apiaceae Heracleum lecoquii Martrin-Donos -- Fl. Tarn, 285
- Asteraceae Hieracium anceps Jord. ex Martrin-Donos -- Fl. Tarn, 447
- Asteraceae Hieracium coriaceum Martrin-Donos -- Fl. Tarn, 428
- Asteraceae Hieracium flagellosum Jord. ex Martrin-Donos -- Fl. Tarn, 452
- Asteraceae Hieracium flexuosum Martrin-Donos -- Fl. Tarn, 433
- Asteraceae Hieracium gladiatum Martrin-Donos -- Fl. Tarn, 435
- Asteraceae Hieracium robustum Martrin-Donos -- Fl. Tarn, 438
- Asteraceae Hieracium vasconicum Jord. ex Martrin-Donos -- Fl. Tarn, 452. (IK)
- Asteraceae Hieracium vasconicum Jord. ex Martrin-Donos subsp. amygdalinum (Arv.-Touv. & Gaut.) Greuter -- Willdenowia 37(1): 180. 2007 [31 ago 2007]
- Asteraceae Hieracium vasconicum Jord. ex Martrin-Donos subsp. dolosum (Burnat & Gremli) Greuter -- Willdenowia 37(1): 180. 2007 [31 ago 2007]
- Asteraceae Hieracium vasconicum Jord. ex Martrin-Donos subsp. lactescens (Rouy) Greuter -- Willdenowia 37(1): 180. 2007 [31 ago 2007]
- Asteraceae Hieracium vasconicum Jord. ex Martrin-Donos subsp. laureolum (Arv.-Touv.) Greuter -- Willdenowia 37(1): 180. 2007 [31 ago 2007]
- Asteraceae Hieracium vasconicum Jord. ex Martrin-Donos subsp. pseudoboreale (Grecescu) Greuter -- Willdenowia 37(1): 180. 2007 [31 ago 2007]
- Asteraceae Hieracium vasconicum Jord. ex Martrin-Donos subsp. tauryniae (Zahn) Greuter -- Willdenowia 37(1): 180. 2007 [31 ago 2007]
- Lamiaceae Lamium confusum Martrin-Donos -- Fl. Tarn, 561
- Lamiaceae Lamium decipiens Sond. ex Martrin-Donos -- Fl. Tarn, 560
- Leguminosae Lathyrus angustifolius Martrin-Donos -- Fl. Tarn, 184
- Asteraceae Leucanthemum candolleanum Martrin-Donos -- Fl. Tarn, 356
- Asteraceae Leucanthemum commutatum Timb.-Lagr. & Martrin-Donos -- in Martr. Pl. Crit. Tarn, 29
- Asteraceae Leucanthemum varians Martrin-Donos -- Pl. Crit. Tarn, 30; ex Fl. Tarn, 356
- Caryophyllaceae Moehringia erecta Martrin-Donos -- Fl. Tarn, 106
- Boraginaceae Myosotis nemorosa Martrin-Donos -- Fl. Tarn. 492
- Haloragaceae Myriophyllum montanum Martrin-Donos -- Pl. Crit. Tam. 254
- Orchidaceae Orchis ambigua Martrin-Donos -- Fl. Tarn, 705 (Quid ?)
- Lamiaceae Origanum viridulum Martrin-Donos -- Fl. Tarn, 551
- Rosaceae Prunus densa Martrin-Donos -- Pl. Crit. Tam, 22
- Rosaceae Prunus virgata Martrin-Donos -- Pl. Crit. Tarn. 21
- Boraginaceae Pulmonaria tuberosa Martrin-Donos -- Fl. Tarn. i. 487, partim.
- Fagaceae Quercus glauca Martrin-Donos & Timb.-Lagr. -- Bull. Soc. Bot. France 11(Sess. Extraord.): xvi. 1864
- Fagaceae Quercus ilex L.f. urceolata (Martrin-Donos & Timb.-Lagr.) F.M.Vázquez -- Semillas de Quercus: Biol., Ecol. Manejo: 82 (1998), como 'urceolada'
- Fagaceae Quercus sinuata Martrin-Donos & Timb.-Lagr. -- Bull. Soc. Bot. France 11 (Sess. Extraord.): xi. 1864
- Fagaceae Quercus virgata Martrin-Donos -- Fl. Tarn, 641
- Ericaceae Rhododendron blandinianum Martrin-Donos -- in Herincq, Hortic. Franc. (1859) 152. t. 13
- Rosaceae Rubus bellulus P.J.Müll. & Timb.-Lagr. ex Martrin-Donos -- Fl. Tarn, 215
- Rosaceae Rubus bosquetianus Timb.-Lagr. & P.J.Müll. ex Martrin-Donos -- Fl. Tarn, 212
- Rosaceae Rubus delicatulus Martrin-Donos -- Fl. Tarn, 206
- Rosaceae Rubus fagicola Martrin-Donos -- Fl. Tarn, 219
- Rosaceae Rubus platypetalus Timb.-Lagr. & P.J.Müll. ex Martrin-Donos -- Fl. Tarn, 213
- Rosaceae Rubus victoris Martrin-Donos -- Fl. Tarn, 221
- Lamiaceae Scutellaria pubescens Martrin-Donos -- Fl. Tarn, 572
- Asteraceae Senecio tasconensis Martrin-Donos -- in Soc. Sc. Tarn-et-Garonne (1853); (Pl. Crit. Tarn.) 27
- Asteraceae Senecio viridulus Martrin-Donos -- Pl. Crit. Tarn, 27
- Asteraceae Taraxacum laciniatum Martrin-Donos -- Pl. Crit. Tarn, 32
- Asteraceae Thrincia arenaria Martrin-Donos -- Fl. Tarn, 396
- Leguminosae Vicia tenoreana Martrin-Donos -- Pl. Crit. Tarn. 20
- Violaceae Viola vicina Martrin-Donos -- Fl. Tarn, 80

## Honores

### Epónimos
- (Asteraceae) Carduus martrinii Timb.-Lagr.[2]

- (Boraginaceae) Myosotis martrinii Rouy[3]

- (Caryophyllaceae) Arenaria martrinii Tzvelev[4]

- (Malvaceae) Malva martrinii Rouy[5]

- (Orchidaceae) Orchis martrinii Timb.-Lagr.[6]

### Fuente
- Philippe Jaussaud & Édouard R. Brygoo. 2004. Del Jardín al Museo en 516 biografías. Muséum national d’histoire naturelle de Paris : 630 pp.